# Cocculina mamilla
Cocculina mamilla is een slakkensoort uit de familie van de Cocculinidae. De wetenschappelijke naam van de soort is voor het eerst geldig gepubliceerd in 1974 door Di Geronimo.